# Liste der Monuments historiques in Domèvre-sur-Durbion
Die Liste der Monuments historiques in Domèvre-sur-Durbion führt die Monuments historiques in der französischen Gemeinde Domèvre-sur-Durbion auf.

## Liste der Immobilien
| Bezeichnung       | Beschreibung                     | Standort              | Kennzeichnung | Schutzstatus | Datum | Bild |
| ----------------- | -------------------------------- | --------------------- | ------------- | ------------ | ----- | ---- |
| Wegekreuz         | Stein, Ende des 16. Jahrhunderts | Rue du Château (Lage) | PA00107130    | Classé       | 1908  |      |
| Kirche St-Maurice | ab dem 15. Jahrhundert           | Rue du Château (Lage) | PA00107131    | Inscrit      | 1926  |      |

## Liste der Objekte
| Bezeichnung                        | Beschreibung | Standort                        | Kennzeichnung | Schutzstatus | Datum | Bild |
| ---------------------------------- | --- | ------------------------------- | ------------- | ------------ | ----- | ---- |
| Kanzel                             | Holz, 17. Jahrhundert | in der Kirche St-Maurice (Lage) | PM88000244    | Classé       | 1907  |      |
| Fünf Skulpturen                    | am Hauptaltar; Holz, vergoldet, 18. Jahrhundert                                                                            | in der Kirche St-Maurice (Lage) | PM88000245    | Classé       | 1907  |      |
| Altarbild Pietà                    | am Hauptaltar; Stein, bemalt, 16. Jahrhundert                                                                              | in der Kirche St-Maurice (Lage) | PM88000246    | Classé       | 1966  |      |
| Marienaltar                        | Altartisch, Retabel, Skulptur und Gemälde; Holz, farbig gefasst und vergoldet, sowie Ölfarbe auf Leinwand, 18. Jahrhundert | in der Kirche St-Maurice (Lage) | PM88000247    | Classé       | 1966  |      |
| Gemälde Stiftung des Rosenkranzes  | Ölfarbe auf Leinwand, Holzrahmen, 1708                                                                                     | in der Kirche St-Maurice (Lage) | PM88000248    | Classé       | 1966  |      |
| Prozessionsstab mit Georgsskulptur | Holz, farbig gefasst, 16. Jahrhundert                                                                                      | in der Kirche St-Maurice (Lage) | PM88000249    | Classé       | 1966  |      |